# Gagnepainia
Gagnepainia là một chi thực vật có hoa trong họ Zingiberaceae, được Karl Moritz Schumann mô tả khoa học đầu tiên năm 1904. Ba loài do Henri Ernest Baillon mô tả trong chi Hemiorchis năm 1895 được Schumann chuyển sang chi này.

## Phân bố
Các loài trong chi này là bản địa khu vực Đông Dương.

## Các loài
Tại thời điểm tháng 5 năm 2021 POWO ghi nhận chi này gồm 3 loài:
- Gagnepainia godefroyi  (Baill.) K.Schum., 1904: Campuchia, Myanmar, Thái Lan.
- Gagnepainia harmandii (Baill.) K.Schum., 1904: Campuchia.
- Gagnepainia thoreliana (Baill.) K.Schum., 1904: Miền nam Việt Nam.